# Pedro Homem de Mello
Pedro da Cunha Pimentel Homem de Mello (Oporto, 6 de septiembre de 1904 — Oporto, 5 de marzo de 1984) fue un poeta, profesor y folclorista português.
Nació en el seno de una familia hidalga, hijo de António Homem de Mello y de Maria do Pilar da Cunha Pimentel, siendo desde pequeño educado en los ideales monárquicos, católicos y conservadores. Fue siempre un sincero amigo del pueblo lo que se refleja en su poesía. Su padre, perteneció al círculo íntimo del poeta António Nobre. 
Estudió derecho en Coímbra, acabando la carrera en Lisboa, en 1926. Ejerció la abogacía, fue subdelegado del procurador de la República y, posteriormente, profesor de portugués en escuelas técnicas de Oporto (Mouzinho da Silveira e Infante D. Henrique), habiendo sido director de la Mouzinho da Silveira. Miembro de los jurados de los premios del secretariado de propaganda nacional. Fue un entusiasta estudioso y divulgador del folclore portugués, creador y patrocinador de diversos certámenes folclóricos de la región de Minho, siendo, durante los años 60 y 70, autor y presentador de un popular programa en la RTP sobre esa temática.
Pedro Homem de Mello se casó con Maria Helena Pamplona y tuvo dos hijos, Maria Benedita, que falleció siendo niña y Salvador Homem de Mello, ya fallecido.
Fue uno de los colaboradores de la revista Presença. Su obra poética, de un lirismo puro y pagano (claramente influenciada por António Botto y Federico García Lorca), está injustamente olvidada. Entre sus poemas más famosos destacan Povo que Lavas no Rio y Havemos de Ir a Viana, inmortalizados por Amália Rodrigues, y O Rapaz da Camisola Verde.
Afife (Viana do Castelo) fue la tierra de adopción. Allí vivió durante años en un lugar paradisíaco, en el Convento de Cabanas, junto al río del mismo nombre, donde escribió parte de su obra, "cantando" las costumbres y las tradiciones de Afife y de la Serra de Arga.